# Função de verossimilhança

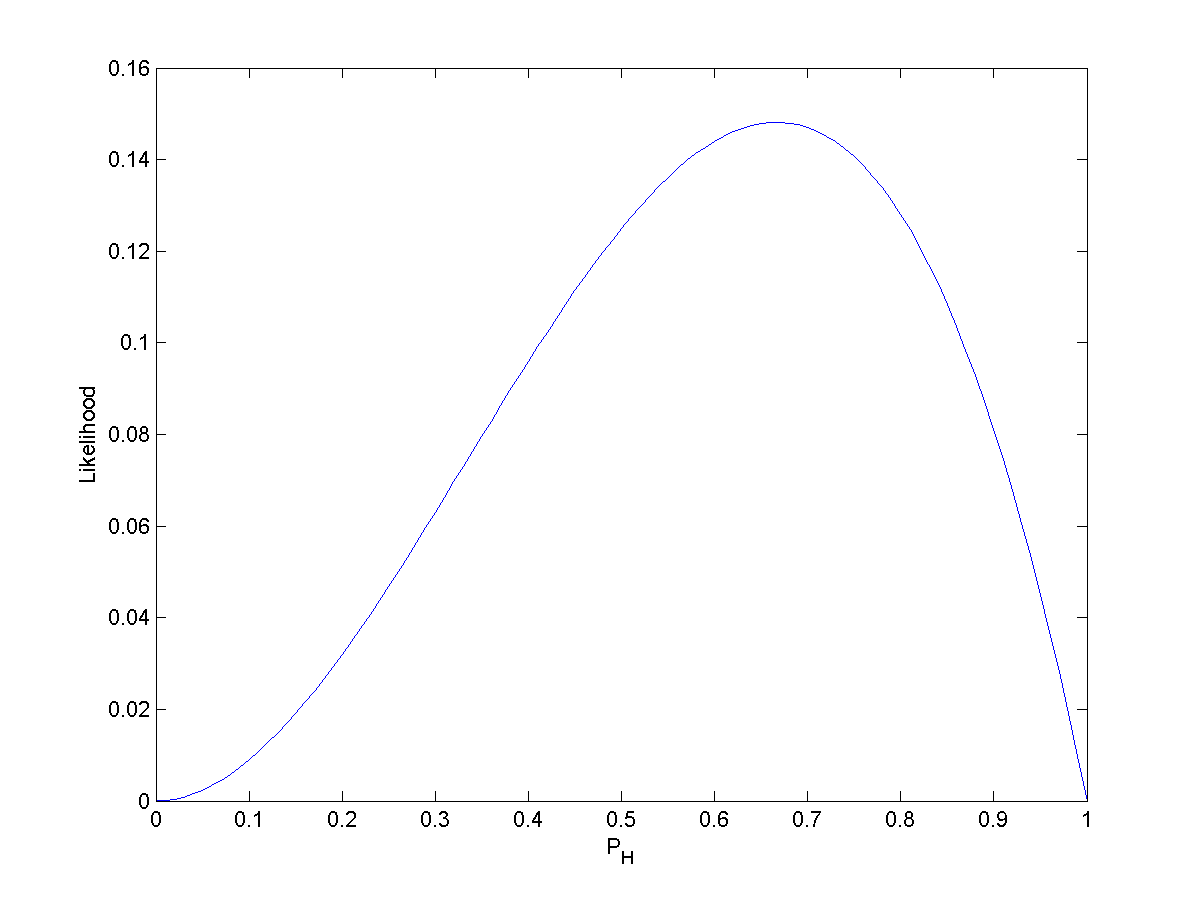
A função de verossimilhança para estimar a probabilidade de um pouso de uma moeda sem conhecimento prévio de seu lançamento.

Em estatística, a função de verossimilhança ou função de probabilidade é uma função dos parâmetros de um modelo estatístico que permite inferir sobre o seu valor a partir de um conjunto de observações. Num certo sentido, a probabilidade é uma versão inversa da probabilidade condicionada. Conhecendo um parâmetro B, a probabilidade condicional de A é P(A|B), mas se o valor de A é conhecido, pode-se realizar inferências sobre o valor de B graças ao teorema de Bayes, segundo o qual:
{\displaystyle P(B\mid A)={\frac {P(A\mid B)\;P(B)}{P(A)}}.\!}
Dessa forma, a função de verossimilhança L( b |A) é definida como:
{\displaystyle L(b\mid A)=P(A\mid B=b),\!}
Se houver um número de amostras aleatórias independentes x1, ..., xn, em seguida, o log-probabilidade conjunta será a soma de log-probabilidades individuais, e a derivada desta soma será uma soma de derivadas de cada indivíduo de log-verossimilhança:
{\displaystyle {\frac {\partial \log {\mathcal {L}}(\alpha ,\beta \,|\,x_{1},\ldots ,x_{n})}{\partial \beta }}={\frac {\partial \log {\mathcal {L}}(\alpha ,\beta \,|\,x_{1})}{\partial \beta }}+\cdots +{\frac {\partial \log {\mathcal {L}}(\alpha ,\beta \,|\,x_{n})}{\partial \beta }}={\frac {n\alpha }{\beta }}-\sum _{i=1}^{n}x_{i}.}